# Yap Soccer Association
Yap Soccer Association é uma federação desportiva de futebol que representa o estado de Yap, na Micronésia..

Em 2002, num amistoso, ganharam de 11-3 do Buada Sport, time de Nauru.